# روبرت كزافييه رودريغيز
روبرت كزافييه رودريغيز (بالإنجليزية: Robert Xavier Rodriguez)‏ هو عالم موسيقى وملحن أمريكي، ولد في 28 يونيو 1946 في سان أنطونيو في الولايات المتحدة.

## وصلات خارجية
- الموقع الرسمي
- روبرت كزافييه رودريغيز على موقع ميوزك برينز (الإنجليزية)
- روبرت كزافييه رودريغيز على موقع ديسكوغز (الإنجليزية)